# Pépite de Mojave

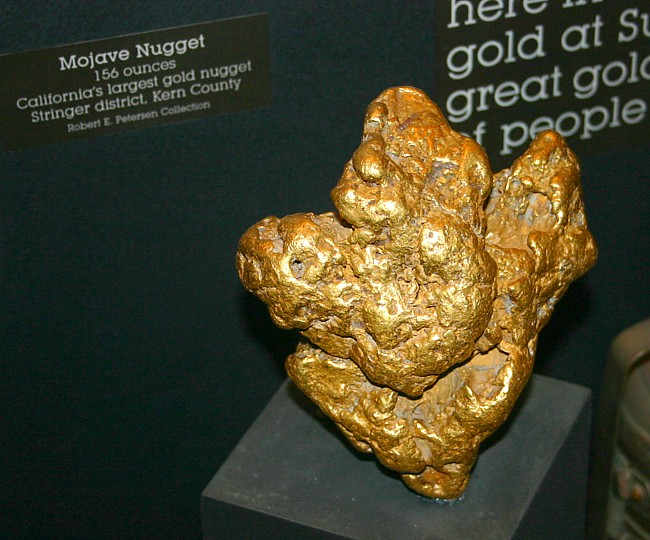
La pépite de Mojave

La pépite de Mojave est la plus grosse pépite d'or connue jamais trouvée en Californie. Elle fut trouvée dans le district de Stringer près de Randsburg par le prospecteur Ty Paulsen en 1977 à l'aide d'un détecteur de métaux. La pépite, qui pèse 156 onces troy (4,9 kg), fait partie de la collection de pépites d'or de Margie et Robert E. Petersen qui fut donnée au Musée d'histoire naturelle du comté de Los Angeles. 
La collection contient 132 pièces d'or et a un poids total de plus de 1 660 onces troy (52 kg),.